# Obleganje Bagdada (1258)
Obleganje Bagdada leta 1258 je bil ključna bitka v zgodovini Bližnjega Vzhoda, v kateri je Džingiskanov vnuk Hulegu kan opustošil Bagdad, glavno mesto Abdasidskega kalifata in največji center muslimanske moči. Po zavzetju mesta je bilo pobitih od 100.000 do milijon prebivalcev, mesto pa je bilo izropano in nato požgano. Porušeni Bagdad je ostal nenaseljen nekaj stoletij.

## Zgodovinsko ozadje
Bagdad je bil glavno mesto Abasidskega kalifata, islamske države, katere jedro je bil  današnji Irak. Abasidi so bili islamska dinastija, ki je leta 750 nasledila Omajade, ti pa so vladali od Alī ibn Abī Ṭālibove smrti leta 661. Ko je bil Bagdad na višku moči, je imel okrog milijon prebivalcev in vojsko 60.000 vojakov. Do sredine 13. stoletja je njegova moč zelo upadla in je postal nepomembna država. Abasidski kalifi so postali figure mameluških in turških vojaških mogočnikov, še vedno pa so imeli velik simboličen pomen in Bagdad je bil še vedno bogato in kulturno mesto.
Mongoli pod poveljstvom generala Bajdžuja so bili na plenilnih pohodih v Iraku že leta 1238, 1242 in 1246.

## Sestava oblegovalne vojske
Mongke kan se je že leta 1257 odločil, da bo pokoril Abasidski kalifat in v ta namen ustanovil invazijsko armado, za katero izločil vsakega desetega vojaka iz celega Mongolskega cesarstva. Armada je štela okrog 150.000 mož in je bila verjetno največja vojska, ki so jo kdaj sestavili Mongoli.
Novembra 1257 je mongolska armada pod poveljstvom Hulegu kana, džalajirskega generala Koke Ilgeja in kitajskega komandanta bombardirjev Guo Kana prišla do Bagdada. V armadi je bil poleg Mongolov tudi velik kontingent raznih krščanskih sil, med katerimi so bili najpomembnejši Gruzinci. Gruzinci so bili do muslimanov še posebno sovražno razpoloženi, ker so se hoteli maščevati za Džalal ad-Dinovo opustošenje Tiflisa  pred nekaj deset leti. Druga krščanska sila so bili Armenci pod poveljstvom svojega kralja in nekaj Frankov iz Antiohije. Perzijski opazovalec dogodkov Ata al-Mulk Džuvayni je poročal, da je bilo med oblegovalci okrog 1.000 kitajskih topničarjev ter Armenci, Gruzinci, Perzijci in Turki.

## Obleganje
Hulegu kan je pred obleganjem Bagdada z lahkoto strl Lure in njegov sloves je tako prestrašil Asasine, da so mu leta 1256 brez boja predali svojo  nepremagljivo trdnjavo Alamut. Zatem je krenil nad Bagdad.
Mongke kan je ukazal svojemu bratu Huleguju, naj kalifatu prizanese, če se bo podredil mongolski  oblasti. Hulegu ja že na poti proti Bagdadu zahteval vdajo, katero je kalif Al- Musta'sim zavrnil.  Al-Musta'sim se je zelo slabo pripravil na napad Mongolov, saj ni niti zbral svoje vojske niti utrdil mestnega obzidja. Položaj je še poslabšalo njegovo grobo žaljenje Hulegu kana, kar je zapečatilo usodo mesta.
Hulegu je  svojo vojsko razporedil na oba bregova Tigrisa, da je kot klešče oklepala mesto. Kalifova vojska je odbila nekaj zašetnih napadov z zahoda, v naslednji bitki pa je bila poražena. Mongoli so prebili nekaj jezov na Tigrissu in voda je poplavila ozemlje za hrbtom  kalifove vojske in jo ujela v past. Veliko vojakov je bilo pobitih ali so se utopili.
29. januarja je kitajski kontingent začel  oblegati mesto. Vojaki so zgradili palisado in jarek in začeli uporabljati oblegovalne stroje in katapulte. Obleganje je bilo po oblegovalnih standardih tistega časa zelo kratko, saj so Mongoli že 5. februarja  obvladovali obsežen del obzidja. Al-Musta'sim je zaprosil za pogajanja, kar so Mongoli zavrnili.
10. februarja se je Bagdad vdal. Mongoli so 13. februarja vdrli v mesto in začel se je teden pokolov, ropanja, posiljevanja in uničevanja.

## Pustošenje mesta
Kruto ravnanje Mongolov po osvojitvi mesta podrobno opisano v več zgodovinskih virih.
V Veliki bagdadski knjižnici, ki so jo imenovali tudi Hiša modrosti (arabsko Bait al-Hikma) je bilo uničeno veliko število dragocenih zgodovinskih dokumentov s področja medicine in astronomije. Preživeli so povedali, da je bil Tigris črno obarvan zaradi velike količine črnila iz knjig, ki so jih pometali v vodo.
Meščane, ki so poskušali pobegniti, so vojaki brez usmiljenja pobili. Martin Sicker trdi, da je bilo ubitih kakšnih 90.000 ljudi. Ocene drugih poznavalcev so precej višje. Wassaf pravi, da je bilo žrtev nekaj sto tisoč, Fazier pa, da jih je bilo od 200.000 do milijon.
Mongoli so izropali in nato uničili mošeje, palače, knjižnice in bolnišnice. Mogočne zgradbe, ki jih je gradilo več generacij, so do tal pogorele.
Kalifa Al-Musta'sima so ujeli in ga prisilili, da je gledal klanje svojih meščanov in ropanje zakladov. Večina virov trdi, da so kalifa nazadnje usmrtili, tako da so ga pohodili mongolski konji. Pred tem so ga zavili v preprogo, ker so verjeli, da bi se zemlja razjezila, če bi jo omočila kraljevska kri. Vse kalifove sinove, razen enega, so pobili. Preživelega sina so odpeljali v Mongolijo, kjer se je, po poročanju mongolskih zgodovinarjev, poročil in imel otroke, kot naslednik abasidske dinastije pa ni igral nobene vloge in dinastija je izumrla.
Hulegu kan je zaradi smradu razpadajočih trupel svoj tabor prestavil na  privetrno stran mesta.
Za Mongole je bilo značilno, da so opustošili samo tista mesta, ki so se jim upirala. Mestom, ki so se vdala že na njihovo prvo zahtevo, so praviloma prizanesli. Uničenje Bagdada je bilo tudi del njihove vojaške taktike, s katero so poskušali prepričati druga mesta in njihove vladarje, naj se vdajo brez odpora. Takšna taktika je v Damasku uspela, v mameluškem Egiptu pa je spodletela in nazadnje pripeljala do mongolskega poraza v bitki pri Ajn Džalutu leta 1260. 
Bagdad je bil popolnoma uničen in je ostal nekaj stoletij skorajda nenaseljen, potem pa si je počasi opomogel, vendar si je povrnil samo del svoje bivše slave.

## Posledice
Leto dni po padcu Bagdada je Hulegu za guvernerja Bagdada, spodnje Mezopotamije in Kuzistana  imenoval Perzijca  Ata al-Mulk Džuvenija. Po intervenciji Hulegujeve nestorijanske krščanske žene Dokuz katun je bilo krščanskim prebivalcem prizanešeno.  Hulegu je nestorijanskemu katolikosu Mar Markiku dal celo na razpolago kraljevo palačo in ukazal, da se zanj zgradi katedrala.